# Salgótarjáni Barátok Torna Club
Le Salgótarjáni Barátok Torna Club est un club de football hongrois basé à Salgótarján et fondé en 1920.
Sa meilleure performance dans le Championnat de Hongrie de football est une troisième place obtenue lors de la saison 1971-1972, ce qui lui permet de participer à la Coupe UEFA 1972-1973 où il est éliminé dès le premier tour par l'AEK Athènes.

## Palmarès
- Coupe de Hongrie
  - Finaliste : 1941, 1943, 1958 et 1967.

## Parcours européen
En Coupe UEFA 1972-1973, le club perd au premier tour contre l'AEK Athènes FC, 4-2 sur l'ensemble des deux rencontres aller-retour. Après une défaite à l'extérieur 3-1, le Salgótarjáni Barátok Torna Club doit se contenter d'un match nul 1-1 au retour à domicile, insuffisant pour reprendre l'avantage et se qualifier pour le deuxième tour qui voit l'AEK Athènes FC s'incliner 6-1 face au Liverpool FC.